# Rikkie Kollé
Rikkie Kollé (Hoorn, 6 de abril de 2001) es una modelo trans y reina de belleza neerlandesa conocida por participar en varios concursos de modelaje y belleza. En 2023 obtuvo el título de Miss Países Bajos.

## Carrera
En 2018, a los 17 años de edad, participó en la undécima temporada del programa de televisión Holland's Next Top Model. Aunque no ganó el título, fue elogiada por el jurado y reconocida como un talento emergente en el mundo del modelaje. Fue la segunda modelo trans en participar en el programa de televisión. En 2019, Kolle llegó a la final del Elite Model Look.
En 2023, Kolle participó en el certamen de Miss Países Bajos. Fue elegida como una de las finalistas y finalmente ganó el título, convirtiéndose en la primera mujer transgénero en ganar el concurso de belleza. Debido a su victoria, participó en Miss Universo 2023 en representación de Países Bajos, concurso que se celebrará en El Salvador. Durante su participación en el concurso, habló sobre su deseo de contribuir a las largas listas de espera en el cuidado de personas transgénero en los Países Bajos.
Kolle es abierta sobre sus experiencias como mujer trans y ha hablado sobre los desafíos y las victorias que ha experimentado durante su transición.